# Новиков, Анатолий Семёнович
Анатолий Семёнович Новиков (1 октября 1926, Ставрополь-Кавказский, Северо-Кавказский край — 8 июля 1994) — советский и российский скульптор, заслуженный художник РСФСР (1980).

## Биография
Родился в семье рабочего. Отец — Новиков Семен Иванович — работал столяром. Мать — Новикова Мария Федоровна — домохозяйка. В 1928 г. семья переехала в г. Подольск.
В 1941 г. началась Великая Отечественная война, и в 1942 г. Анатолий Семенович поступает на завод № 125 г. Подольска, где работает слесарем до 1946 г. За время работы на заводе был награждён медалью «За доблестный труд в ВОВ 1941—1945 г.». Без отрыва от производства он окончил 10 классов «Вечерней школы рабочей молодежи» и в 1946 г. поступил в Институт Прикладного и декоративного искусства.
По окончании института в 1952 г. был направлен на Гжельский Керамический Завод МОХФ РСФСР главным художником, где проработал до 1954 г.
В 1952 г. женился на художнице Новиковой Надежде Михайловне, а в 1953 г у них родился сын Александр.
В 1954 г. переезжает в Тушино к жене и поступает на работу скульптором в Комбинат Художественных работ МООХФ РСФСР.
В 1954 г., после участия в художественных выставках, его принимают кандидатом в члены в Союз Художников, а в 1961 г. члены Союз Советских Художников СССР.
За время пребывания в С. Х.СССР активно участвует во Всесоюзных, Республиканских, Зональных, Областных и 2х Международных выставках. За участие в выставках награждается Дипломами и грамотами.
Анатолий Семенович пользуется большим авторитетом и уважением в коллективе, за что многие Созывы избирается Председателем Худ. Совета в КХР и членом Правления Союза Художников РСФСР.
С 1976 г. являлся членом Ревизионной Комиссии Московской Областной организации КПСС, членом парткома КХР, членом Президиума Обкома Профсоюза Работников Культуры, членом Правления Союза Художников РСФСР, членом Ревизионной Комиссии МООСХ, Председателем Культурно-шефской комиссии над селом Моск.области и членом Художественного Совета по скульптуре КХР.
Похоронен на Кунцевском кладбище.

## Монументальные произведения скульптора
Памятник-ансамбль Героям Сталинградской Битвы, Мамаев Курган, в г. Волгограде, 1959—1968 г.
(фрагменты: «Скорбь матери», «Стоять насмерть», Стены-руины)
Памятник-ансамбль создан в ознаменование победы под Сталинградом авторским коллективом скульпторов: Е. В. Вучетич, А. С. Новиков, В. Е. Матросов, А. А. Тюренков, архитекторы Я. Б. Белопольский, В. А. Демин.
Памятник Ю.Гагарину, в г. Люберцы, 1984 г.
В настоящее время точная копия памятника Юрию Гагарину находится в Королевской обсерватории в г. Гринвич.
Памятник вечной Славы в г.Екатеринбург (Свердловск) 1976 г.
Мемориальный комплекс памяти рабочих Верх-Исетского завода, погибших в Великой Отечественной войне установлен на площади Субботников в Верх-Исетском районе города Екатеринбурга. Этот район расположен западной части города.
Памятники В.Ленину в г. Целинограде (Астана), 1975 г. Бронза, гранит, высота фигуры — 9 м.
Памятник Ленину украшал центральную площадь Целинограда. С переездом столицы в Астану и сменой общественной формации, вокруг монумента начались дискуссии — «Имеет ли право человек, осуществивший государственный переворот, стоять тыльной стороной к парламенту независимого Казахстана?». Депутаты, все бывшие коммунисты и верные ленинцы сказали: — «Нет!». С помощью кранов вождя оторвали с насиженного места и увезли в район Ак-булак (Соленая балка). Следы этого действия в виде троса на шее долгое время были видны общественности. Трос сняли, а Ленин стоит и по сей день на окраине города.
Памятник В.Ленину в г. Щелково МО, 1970 г. Бронза, гранит, высота фигуры — 6 м.
Памятник находится по сей день г. Щелково площадь Ленина, дом 2 около здания администрации.
Памятник В.Ленину в г. Пензе ,1968 г. Бронза, гранит, высота фигуры — 6 м.
Скульптурная композиция погибшим жителям села Хунзах в Дагестане, 1975 г. Местный камень, высота фигур- 5 м и 4,2 м.
Солдат, так и не вернувшийся с поля боя, и мать, безустанно ожидающая сына. Две фигуры, застывшие во времени. Этот памятник в центре Хунзаха был построен на холме неслучайно. Село хоть и разрослось за последние годы, но видно мемориал издалека. В годы войны отсюда ушли на фронт 309 человек, а вернулась лишь половина.
Когда-то мемориал считался самым большим на Северном Кавказе. Среди тех обелисков, которые устанавливали именно в селах. Возведенный в 1975 году, он давно уже нуждался в капитальном ремонте. К 9 мая хунзахцам преподнесла подарок местная компания. Отреставрировала памятник и благоустроила прилегающую к нему территорию.
Скульптурная композиция «Год 1941 — Проводы на фронт», 1964 г. (в наст.время место памятника неизвестно)
Бюст Л. Н. Толстой гипс, 1959 (в наст.время место бюста неизвестно).
Бюст М. А. Шолохов,
Металл (бронза), 2 н.в. (натуральных величины).
Установлен 23 мая 1981 года на набережной реки Дон в станице Вёшенской Ростовской области.
На постаменте надпись:
Герой Социалистического Труда писатель Шолохов Михаил Александрович за выдающиеся заслуги в развитии советской литературы Указом Президиума Верховного Совета СССР от 23 мая 1980 года награждён орденом Ленина и второй Золотой медалью «Серп и Молот».Авторы проекта, сделав эскизы бюста, в ноябре 1980 года по приглашению писателя приехали в Вёшенскую. На эскизах М. А. Шолохов был изображён в рубашке-косоворотке. Писатель внимательно посмотрел предложенный вариант и попросил: «Наденьте на меня гимнастёрку». Создатели бюста выполнили пожелание писателя. 